# Limonia nebulinervis
Limonia nebulinervis är en tvåvingeart som beskrevs av Alexander 1966. Limonia nebulinervis ingår i släktet Limonia och familjen småharkrankar. Inga underarter finns listade i Catalogue of Life.